# Pastörisering
Pastörisering, efter Louis Pasteur, är uppvärmning av livsmedel till en viss temperatur under viss tid för att ta död på bakterier och mikroorganismer och för att ge livsmedlet en längre hållbarhet.
Pastörisering kan ske vid olika temperaturer beroende på vilken mikrobiellt avdödande effekt man vill ha. Temperaturens hålltid är viktig för att uppnå önskad avdödande effekt; kortare tid kräver högre temperatur och vice versa. Både temperatur och tid behöver anpassas efter livsmedlet ifråga för att begränsa förstörelse av näringsämnen och vitaminer utan att för den skull riskera överlevande skadliga mikroorganismer.
Sedan år 1937 stadgas i författning att mjölk som säljs i Sverige, med vissa undantag, skall pastöriseras. Detta var först för att begränsa spridningen av bovin tuberkulos (Mycobacterium bovis) som sprids framför allt via livsmedel som mjölk till både djur och människor. I dag ska inte tuberkulos förekomma bland svenska djurbesättningar och pastöriseringen görs för att eliminera andra skadliga och värmekänsliga mikroorganismer, som Salmonella, Listeria och EHEC.

## Mejeriprodukter

### Lågpastörisering
Konsumtionsmjölk i Sverige är s.k. lågpastöriserad vid 72–74 °C under 15 sekunder. Därefter kyls mjölken snabbt ner till ca. 4 °C.

### Högpastörisering
Pastörisering för produkter med hög fetthalt, till exempel grädde, sker vid 80 °C under 5 sekunder då värmeöverföringen är sämre på grund av fettet. 
Mjölk som ska användas för ost eller yoghurt hettas ibland upp till 95 °C under flera minuter.

### UHT-pastörisering
UHT står för "Ultra High Temperature" (Ultrahög Temperatur) och är en metod där man steriliserar produkten genom att upphetta den till 147 °C under 1–4 sekunder . Rätt förpackad kan denna mjölk, även kallad aseptisk mjölk, oöppnad förvaras i rumstemperatur med en hållbarhet mellan 6 och 12 månader. 
Denna pastöriseringsmetod är mycket vanlig utomlands men ovanlig i Sverige och övriga nordiska länder, främst på grund av konsumenterna som ogillar den kokta smak som uppstår vid UHT-pastöriseringen. 
UHT-pastöriserad mjölk är speciellt dominerande i länder med opålitlig kylkedja eller där konsumenterna, av olika anledningar, inte äger kylskåp.

### ESL
ESL står för "Extended Shelf Life" (utökad hållbarhet) och är ett mellanting av högpastörisering och UHT. I denna metod använder man principen för UHT men sänker temperaturen till 127 °C samt kyler mjölken snabbt därefter till 4 °C. Därmed undviks den kokta smaken men ger mjölken längre hållbarhet, 3–6 veckor vid kylförvaring.

## Must och juice
Juice som har ett pH-värde som är lägre än 4,5 pastöriseras vanligtvis[källa behövs] under 10 minuter och 80 °C för uppnå en längre hållbarhet och för att bevara näringsämnen och smak. Tid och temperatur är två faktorer som samspelar. Ju högre temperatur som används desto kortare tid behöver pastöriseringen, och vice versa.